# هولي ديفيدسون
هولي ديفيدسون (بالإنجليزية: Holly Davidson)‏ هي عارضة وممثلة بريطانية، ولدت في 26 أبريل 1980 في لودلو ‏ في المملكة المتحدة.

## وصلات خارجية
- هولي ديفيدسون على موقع IMDb (الإنجليزية)
- هولي ديفيدسون على موقع ألو سيني (الفرنسية)
- هولي ديفيدسون على موقع أول موفي (الإنجليزية)
- هولي ديفيدسون على موقع قاعدة بيانات الأفلام السويدية (السويدية)
- هولي ديفيدسون على موقع قاعدة بيانات الفيلم (الإنجليزية)
- هولي ديفيدسون على موقع كينوبويسك (الروسية)